# Richard Leu
Richard Leu (* 20. Mai 2005) ist ein deutscher Radsportler, der Rennen auf Bahn, Straße und im Cyclocross bestreitet.

## Sportlicher Werdegang
2014 begann Richard Leu seinen Werdegang im Radsport und gewann die Oder-Rundfahrt in der Klasse der Schüler (U11). In den folgenden Jahren konnte er zahlreiche Siege bei nationalen Rennen in seiner jeweiligen Altersklasse für sich entscheiden. 2015 und 2017 wurde er Brandenburger Meister im Einzelzeitfahren. Auch im Cyclocross war er aktiv. 2018 wechselte er von Templin zur Lausitzer Sportschule Cottbus, einer Eliteschule des Sports.
2021 wurde Leu mit Lui Bengelsdorf, Paul Fietzke und Jonas Reibsch deutscher Jugend-Meister in der Mannschaftsverfolgung auf der Bahn. 2023 wurde er erneut brandenburgischer Meister im Einzelzeitfahren, nun in der Klasse der Junioren sowie Deutscher Junioren-Meister im Punktefahren und im Zweier-Mannschaftsfahren (mit Lui Bengelsdorf). 2024 war er Mitglied des UCI Continental Teams P&S Metalltechnik Benotti. Im Jahr darauf wurde er deutscher Meister im Punktefahren der Elite.

## Erfolge

### Bahn
2021
- Deutscher Jugend-Meister – Mannschaftsverfolgung (mit Lui Bengelsdorf, Paul Fietzke und Jonas Reibsch)

2023
- Deutscher Junioren-Meister – Punktefahren, Zweier-Mannschaftsfahren (mit Lui Bengelsdorf)

2025
- Deutscher Meister – Punktefahren